# Abismo
Em geologia, Abismo define-se como uma depressão natural no relevo de uma paisagem. Também pode ser definido como uma caverna com desenvolvimento predominantemente vertical.
Os valores simbólicos do termo "Abismo" são a depressão e profundidade emocional, o extremo relativo ("Existe um Abismo entre nós"), o inferno ou danação religiosas, assim como a imagem de grandiosidade e a publicidade propaganda. Abismo também são considerados buracos com mais de 400 m de profundidade.